# Ревизор (фильм, 1949)
«Ревизор» (англ. The Inspector General) — музыкальная комедия Генри Костера (1949) по мотивам одноимённой пьесы Н. В. Гоголя.

## Сюжет
Действие происходит в неназванной стране, оккупированной войсками Наполеона и вошедшей в состав Первой империи (судя по упоминаемым топонимам, где-то в Словакии или в Западной Украине).
Безграмотный цыган Джорджи (Дэнни Кей) сбегает из своего бродячего табора, поскольку барон Яков (Уолтер Слезак) в гневе: Джорджи выболтал, что продаваемый цыганами эликсир от всех болезней является надувательством. Усталый и голодный, он добирается до небольшого городка Бродны, и когда пытается утолить голод лошадиным кормом, полиция ловит его как бродягу и собирается повесить на следующий день.
Городом руководит мэр-взяточник (Джин Локхарт), набравший администрацию из таких же взяточников — в основном родственников и кумовьёв. Среди них разносится слух, что в окрестностях появился правительственный инспектор (ревизор), путешествующий инкогнито, и мэр расставляет засады на всех дорогах, чтобы перехватить его. Заподозрив, что Джорджи и есть тот самый инспектор, они любезничают перед ним и угощают его, в то же время намереваясь его убить. Тут в городе появляется Яков и убеждает Джорджи продолжать притворяться ревизором и принять предлагаемые взятки, в свою очередь намереваясь завладеть этими деньгами.
Поддавшись чарам Джорджи и поверив в его россказни, в него влюбляется жена мэра, надеясь, что тот уведёт её от постылого мужа. Сам же Джорджи тем временем влюбляется в служанку и хочет жениться на ней.
Все эти планы рушатся: Джорджи потрясён, насколько сильно город и его обитатели погрязли в коррупции. Когда внезапно прибывает настоящий ревизор — высокий правительственный чиновник, он приходит к выводу, что Джорджи — самый честный человек из всех, что он встретил по дороге из Будапешта. Чиновник назначает его новым мэром города Бродны и надевает на него снятую с прежнего мэра золотую цепь со словами «А на вашу шею мы наденем кое-что другое». Яков становится начальником полиции, а Джорджи женится на девушке своей мечты.

## В ролях
- Дэнни Кей — Джорджи
- Вальтер Слезак — Яков
- Барбара Бейтс — Лиза
- Уолтер Кэтлетт — полковник Кастайн
- Эльза Ланчестер — Мария
- Рис Уильямс — ревизор
- Алан Хейл — Ковач